# Quần đảo Aran
Quần đảo Aran (tiếng Ireland: Oileáin Árann—phát âm: [əˈlʲɑːnʲ ˈɑːɾən], hoặc na hÁrainneacha—[nə ˈhɑːɾənʲəxə]) là một nhóm ba hòn đảo nằm ở cửa vào vịnh Galway, ngoài khơi bờ tây Ireland, với tổng diện tích 46 km vuông. Quần đảo tạo nên barony Aran của hạt Galway, Ireland.
Từ đông sang tây các hòn đảo là: Inishmore (Árainn Mhór/Inis Mór—[ˈɑːɾənʲ woːɾ] hay [ˈɪnʲɪʃ moːɾ]), đảo lớn nhất; Inishmaan (Inis Meáin/Inis Meadhóin—[ˈɪnʲɪʃ mʲɑːnʲ]); và Inisheer (Inis Thiar/Inis Oírr/Inis Oirthir—[ˈɪnʲɪʃ hiəɾ / iːɾʲ / ˈɛɾʲhɪɾʲ]), đảo nhỏ nhất.
Khoảng 1.200 cư dân trên đảo chủ yếu nói tiếng Ireland. Tất cả họ cũng nói thạo tiếng Anh.

Bản đồ vị trí của quần đảo Aran, hạt Galway